# Chaetonodexodes marshalli
Chaetonodexodes marshalli là một loài ruồi trong họ Tachinidae.